# Kilkeel
Kilkeel är en ort i Storbritannien.   Den ligger i riksdelen Nordirland, i den västra delen av landet, 500 km nordväst om huvudstaden London. Kilkeel ligger 16 meter över havet och antalet invånare är 6 447.
Terrängen runt Kilkeel är platt österut, men åt nordväst är den kuperad. Havet är nära Kilkeel åt sydost. Närmaste större samhälle är Warrenpoint, 17,1 km väster om Kilkeel. Trakten runt Kilkeel består i huvudsak av gräsmarker.